# Còndor andí
|  | Aquest article tracta sobre el còndor andí. Vegeu-ne altres significats a «Còndor (desambiguació)». |

El còndor andí o simplement còndor (Vultur gryphus) és una espècie d'ocell sud-americà de la família dels voltors del Món Nou (Cathartidae) i l'únic membre del gènere Vultur. El seu nom ve del quítxua kuntur. Viu a la serralada dels Andes i la costa pacífica contigua de l'oest de Sud-amèrica. El seu estat de conservació es considera vulnerable. És l'ocell terrestre volador més gran de l'hemisferi oest.

## Característiques
És una au amb el plomatge de color negre en els adults i de color gris oliva o marró en els individus més joves. Els mascles adults tenen plomes blanques al voltant del coll i en parts de les ales. El cap i el coll no tenen plomes i són de color marró vermellós fosc o negre.
El còndor andí té un gran dimorfisme sexual. A diferència de la majoria d'aus de presa, el mascle és més gran que la femella. El color dels ulls també permet diferenciar els dos sexes: mentre els mascles tenen els ulls de color marró, les femelles els tenen vermells. Els mascles tenen sobre el bec i el front una cresta del mateix color que el cap.
La seva vista extraordinàriament aguda li permet visualitzar l'aliment des de molta altura. Com que no és una au caçadora, les seves potes no tenen la típica forma amb el dit posterior prènsil i les ungles corbes i punxegudes. Les seves ungles són més arrodonides i el dit posterior està menys desenvolupat, més similar a les potes d'una gallina, amb escates circulars de color grisós.
Els adults poden mesurar fins a 142 cm d'alçada, assolir una envergadura de fins a 330 cm (és l'au terrestre amb més envergadura) i un pes entre els 7,7 i els 15 kg.

## Distribució i hàbitat
Bàsicament es troba en zones de praderies obertes i alpines i zones muntanyoses de fins a 5.000 metres d'altitud, baixant fins a les regions desèrtiques i costaneres, sempre prop de roques i penya-segats on poder fer el niu. Es pot trobar a tota la zona de la serralada dels Andes a Xile, Perú, sud de la Patagònia, l'Equador, Bolívia i Paraguai, i rarament a Colòmbia i Veneçuela.

## Alimentació
La seva principal font d'aliment és la carronya. La seva dieta inclou animals salvatges com les llames, les alpaques, els nyandús, els guanacs, els cérvols i els armadillos; també s'alimenten d'animals domèstics com cavalls, rucs, ovelles, cabres i gossos, que fa que els grangers de les zones properes els vegin com una amenaça perquè creuen que maten els seus animals. Quan l'aliment escasseja, opta per menjar animals moribunds, malalts o acabats de néixer i ous d'altres aus. La seva dieta també inclou vegetals que es troba dins de les vísceres dels animals. Les poblacions que viuen més a prop de la costa s'alimenten principalment de mamífers marins, la major part cetacis i ous d'ocells marins.

## Reproducció
El còndor andí es reprodueix un cop cada 2 anys. Durant els mesos d'agost i setembre, tots dos membres de la parella realitzen un festeig ballant a terra. La majoria de còndors andins no fan niu, sinó que ponen un únic ou entre les roques en penya-segats. L'ou és ovalat i mesura aproximadament 114x70 mm. La incubació de l'ou dura entre 54 i 65 dies i tant el mascle com la femella s'encarreguen de covar-lo. Un cop nascuda, la cria es queda al niu fins al 6 o 8 mesos alimentada pels dos membres de la parella. Les cries deixen de viure amb els pares a partir dels 2 anys, quan la parella torna a reproduir-se. La maduresa sexual s'assoleix entre els 6 i els 11 anys.
La seva esperança de vida pot arribar als 75 anys en captivitat i en llibertat es creu que poden viure 50 anys.

## Importància per als éssers humans
Aquest animal ha estat un símbol cultural molt important a la zona andina d'Amèrica del sud durant milers d'anys. Per als inques del Perú, el còndor representa el cel, un dels tres regnes del món. Els altres dos són el jaguar que representa la terra, i la serp que representa l'inframon. Els còndors andins també desenvolupen un paper essencial per als humans com a importants eliminadors de carronya, ja que ajuden a limitar la propagació de malalties infeccioses originades en els cadàvers.
La seva supervivència en el seu hàbitat natural també és important per a la indústria de l'ecoturisme. Se'n troben a gran quantitat de zoològics on, a banda de ser animals molt populars, permeten als cuidadors dels zoològics adquirir experiència en la cria de còndors en captivitat, cosa essencial per a la conservació dels còndors de Califòrnia, en perill crític d'extinció.

## Estat de conservació
Aquesta espècie està catalogada com a "gairebé amenaçada" per la llista roja de la UICN perquè la seva població ha anat disminuint en els últims anys. Les amenaces més importants per aquesta au són la pèrdua del seu hàbitat, la ingestió de plom de municions de caça i la persecució per part d'alguns agricultors. Tot i els programes de reintroducció, la seva lenta taxa de reproducció (1 ou cada 2 anys) fa que la recuperació de la seva població sigui lenta.